# ترميز مورس

ترميز مورس.

ترميز مورس (بالإنجليزية: Morse code)‏ هي نص مُرمَّز حرفية من أجل إرسال المعلومات التلغرافية، باستخدام تتابعات قياسية من عناصر طويلة وقصيرة تعبر عن الحروف والأرقام والعلامات والحروف الخاصة الموجودة في الرسالة. العناصر الطويلة والقصيرة من الممكن أن يتم تكوينها عن طريق صوت أو علامات أو فتح وغلق المفاتيح وهما مشهورين على أنهما نقاط وعلامات مائلة.
صنعها صمويل مورس في بدايات 1840، استخدمت ترميز مورس أيضا في اتصال الراديو في بدايات 1890. في النصف الأول من القرن العشرين، كانت الغالبية من الاتصالات العالمية عالية السرعة تستخدم فيها ترميز مورس، باستخدام خطوط التليفون، كابلات بحرية، ودوائر الراديو. على أي حال، الطول المتغير لحروف مورس جعلها صعبة لكي تكون أوتوماتيكية الدوائر أو أن تكون إلكترونية.
الاستخدام الأوسع لترميز مورس الآن هو هواة اللاسلكي، مع أنه أصبح غير مطلوبا من أجل رخصة الهواة في الكثير من الدول. واستمر أيضا لكي يصبح مفيدا من أجل أهداف أخرى، يتضمن ذلك تعريف إذاعة الملاحية والناقلين الأرضيين للموبايل. صُممت ترميز مورس من أجل قراءتها عن طريق الإنسان وليس باستخدام جهاز لفك التعمية، لكي تصبح مفيدة في إرسال البيانات الأوتوماتيكية الرقمية عن طريق قنوات صوتية. من أجل الرسائل العاجلة، من الممكن إرسال ترميز مورس عن طريق مصادر مرتجلة وهذا بسهولة من الممكن ان يكون عن طريق ان يكون المفتاح مغلقا أو مفتوحا.

## التطور والتاريخ

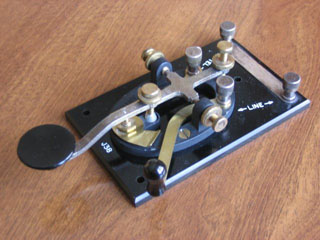
نموذج لمفتاح J-38 الذي استخدم بكثرة في الحرب العالمية الثانية.

بداية من 1836، طور صمويل مورس والفريد فايل تلغرافاً كهربائياً يبعث بنبضات كهربائية من أجل التحكم في المغناطيس الكهربائي الذي يتواجد في النهاية المستقبلة في سلك الإبراق. وطُوِّر الترميز تعبر عن الحروف بواسطة نبضات وسكتات بينها. ولم تكن التكنولوجيا المتوافرة في هذا الوقت تسمح بإمكانية طبع الحروف في شكل مقروء، لذا فقد عهد المخترعون إلى اختراع وسائل أخرى. في بداية 1837، اخترع ويليام كوك وشارلز ويتستون تلغرافات كهربية في إنجلترا، تعمل بنفس فكرة التحكم في المغناطيسات الكهربائية في دائرة المستقبل، لكن عوضاً عن صوت النبضات المعروف فقد استخدما إبرا كمؤشرات تدور لتشير إلى الحروف الأبجدية التي يتم إرسالها. وفي عام 1841 ابتكرا تلغرافاً يقوم بطباعة الحروف المستقبلة لكنهما فشلا في تسويقهِ حيث لم يُصنع منه سوى جهازين فقط.
في عام 1844، دخل نظام جديد يقوم بعمل علامات على شريط ورقي عند إرسال نبضات كهربية. واستخدم جهاز تلقي تلغراف مورس آلية ميكانيكية من أجل تحريك الشريط الورقي، فعندما يستقبل التيار الكهربي يقوم المغناطيس الكهربي بتشغيل ذراع يقوم بدفع إبرة على الشريط الورقي المتحرك، مما يتسبب في عمل علامات على الشريط، وعندما يتم قطع التيار، يسحب المغناطيس الكهربي الإبرة فيظل الشريط الورقي غير معلم عليه.
تم تطوير ترميز مورس حتى يستطيع المشغلون أن يترجموا العلامات الموجودة على الشريط الورقي ويحولوها إلى رسالات نصية. في هذا الكود البدائي، خطط مورس من أجل أن يرسل أرقام فقط، ويستخدم القاموس لكي يبحث عن الكلمة طبقا للرقم الذي قد أرسله. ولكن، تم توسيع الكود من أجل أن يتضمن حروفا وأشكالا خاصة، حتى يتم استخدامه على قاعدة أوسع. العلامات القصيرة تسمى «نقطة» والطويلة تسمى «شرطة»، والحروف المستخدمة أكثر في اللغة الإنجليزية خصصت لها التتابعات القصيرة.

## ترميز مورس الأمريكية
ترميز مورس الأمريكية هو أول تلغراف باستخدام ترميز مورس الأمريكية، أرسل فيها مورس عبارته الشهيرة «ما فعل الله» (بالإنجليزية: What hath God wrought) وهي عبارة اختارتها آني إلسورث ـ ابنة هنري إلسورث مفوض براءات الاختراع ـ من الكتاب المقدس (سفر العدد 23:23).أرسله صمويل مورس من العاصمة الأمريكية واشنطن إلى الميكانيكي والمخترع ألفريد فالي الذي كان متواجدا في مدينة بالتيمور

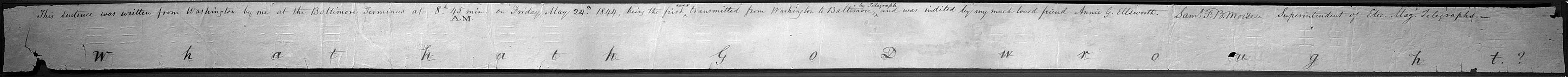
شريط ورقي لأول تلغراف باستخدام ترميز مورس الأمريكية في الساعة الثامنة وخمس وأربعون دقيقة مساء، 24 مايو 1844. في الصورة يظهر توقيع مورس في الأعلى وقد ذكر التفاصيل مع الوقت واليوم الذي أرسلها

## ترميز مورس وهواة الراديو
في الوقت الحاضر لا تكاد ترى أي مستخدم رسمي لترميز مورس سوى هواة الراديو. وقد حافظ الهواة على هذا النمط القديم في اتصالاتهم لأسباب عدة منها الرغبة في تجربتها والاستمتاع بتعلمها حيث يجد الكثير من هواة الراديو المتعة في الاتصال بهذا النمط بسبب كفاءة الإرسال به وإمكانية الاتصال به بأماكن بعيدة، لأنه يحتاج لطاقة أقل بكثير من طاقة الإرسال بالأنماط الصوتية التماثلية، فلا تكاد تجد أي هاو للراديو من المحترفين إلا ويكون من محترفي الاتصال بترميز مورس. ويمكن الاستماع إلى اتصالات الهواة بترميز مورس على ترددات العشرين متر (14 ميجا هيرتز) حيث تكون القسم السفلي من التردد مخصص لترميز مورس فقط أي قد تستقبله على ترددات 14.005 إلى 14.030 ميجا هيرتز. بنمط الحزمة الجانبية الموحدة(SSB).

## ترميز مورس وأقمار الهواة الصناعية
الكثير من أقمار الهواة الصناعية المسماة بأقمار أوسكر تعمل على استقبال أنماط ترميز مورس وهذا دليل على حب وتعلق هواة الراديو بهذا النمط القديم.

## ترميز مورس العربي
يتضمن ترميز لغة مورس العالمي الحروف العربية أيضا. والجدول التالي يبين قائمة بالرموز الموافقة لكل حرف عربي، مكتوبة من اليمين لليسار.
| الحرف | لاتيني | الرمز | الحرف | لاتيني | الرمز | الحرف | لاتيني | الرمز | الحرف | لاتيني | الرمز | الحرف | لاتيني | الرمز |
| ----- | ------ | ----- | ----- | ------ | ----- | ----- | ------ | ----- | ----- | ------ | ----- | ----- | ------ | ----- |
| ا     | A      | •-    | د     | D      | -••   | ض     | V      | •••-  | ك     | K      | -•-   | ء     | E      | •     |
| ب     | B      | -•••  | ذ     | Z      | --••  | ط     | U      | ••-   | ل     | L      | •-••  |       |        |       |
| ت     | T      | -     | ر     | R      | •-•   | ظ     | Y      | -•--  | م     | M      | --    |       |        |       |
| ث     | C      | -•-•  | ز     | Ö      | ---•  | ع     | Ä      | •-•-  | ن     | N      | -•    |       |        |       |
| ج     | J      | •---  | س     | S      | •••   | غ     | G      | --•   | ه     | É      | ••-•• |       |        |       |
| ح     | H      | ••••  | ش     | SH     | ----  | ف     | F      | ••-•  | و     | W      | •--   |       |        |       |
| خ     | O      | ---   | ص     | X      | -••-  | ق     | Q      | --•-  | ي     | I      | ••    |       |        |       |